# ورقة نقدية من فئة البيزو الفلبيني
ورقة البيزو الفلبينية فئة البيزوين (دالاوانغ بيزو) (₱2) فئة من العملة الفلبينية. عند إصدارها الأخير، ظهر خوسيه ريزال على وجه الورقة، بينما ظهر إعلان استقلال الفلبين على وجهها الخلفي.
تُداول هذه الورقة النقدية حتى أُلغيت في عام 1993. وتوقف طباعتها في عام 1983، عندما أُستبدلت بالعملات المعدنية عند تقديم سلسلة عملات النباتات والحيوانات.

## تاريخ

### ما قبل الاستقلال
- 1903: أصدرت جزر الفلبين شهادات فضية.[3] تظهر صورة خوسيه ريزال.

|              | سلسلة 1903 | سلسلة 1906 |
| ------------ | ---------- | ---------- |
| الوجه والظهر |            |            |

- 1916: أصدر بنك بنجاب الوطني أوراق نقدية.[4] تظهر صورة خوسيه ريزال.
- 1918–1929: شهادات الخزانة الفلبينية الصادرة تحمل صورة خوسيه ريزال.

|              | سلسلة 1918 | سلسلة 1924 | سلسلة 1929 |
| ------------ | ---------- | ---------- | ---------- |
| الوجه والظهر |            |            |            |

- ١٩٣٧: أصدرت الكومنولث الفلبيني شهادة خزانة.[5] تحمل صورة خوسيه ريزال. طُبعت كلمة "النصر" على ظهر هذه السلسلة لاحقًا بعد تحرير الفلبين من الحكم الياباني عام ١٩٤٤.[6]
- 1949: إصدار شهادات الخزانة الفلبينية مع VICTORY

### تاريخ الإصدار
|            | فيلبيني (1936-1941) | سلسلة النصر رقم 66 (1944) | سلسلة الأوراق النقدية من Victory-CBP (1949) |
| ---------- | ------------------- | ------------------------- | ------------------------------------------- |
| وجه العملة |                     |                           |                                             |
| يعكس       |                     |                           |                                             |

### استقلال
- ١٩٥١: سلسلة إنجليزية،[7] تُظهر صورة خوسيه ريزال، البطل الوطني للفلبين. يُظهر الوجه الخلفي هبوط فرديناند ماجلان في الفلبين عام ١٥٢١.
- ١٩٧٣: لم تُدرج هذه الفئة عند إصدار أوراق النقد الفلبينية.[8] ثم أُدخلت لاحقًا ضمن سلسلة Ang Bagong Lipunan.[9] تتبنى الورقة النقدية عناصر التصميم من ورقة البيزو المُلغاة؛ يظهر وجه ريزال على الوجه، وعلى الوجه الآخر، يظهر إعلان استقلال الفلبين. يغلب على الورقة النقدية اللون الأزرق.
- 1985: لم تُضمن ورقة البيزو فئة اثنين عندما قُدمت سلسلة التصميم الجديد[10] وأُستبدلت لاحقًا بالعملات المعدنية قبل عامين.[11] أُلغيت العملة الورقية رسميًا، إلى جانب أوراق النقد الأخرى من سلسلة Ang Bagong Lipunan في 2 فبراير 1996.

### تاريخ الإصدار
|            | المسلسلات الانجليزية (1951–1974) | سلسلة أنج باجونج ليبونان (1973–1996) |
| ---------- | -------------------------------- | ------------------------------------ |
| وجه العملة |                                  |                                      |
| يعكس       |                                  |                                      |

## إصدارات تذكارية
طوال فترة وجودها، طُبعت ورقة البيزو بقيمة اثنين إحياءً لذكرى أحداث معينة:
- الزيارة البابوية للبابا يوحنا بولس الثاني: في عام 1981، أصدر Bangko Sentral ng Pilipinas ورقة نقدية تذكارية لزيارة البابا يوحنا بولس الثاني إلى الفلبين. تُظهِر الطباعة الفوقية شعار النبالة الخاص به وحوله عبارة "PAGDALAW NG PAPA JUAN PABLO II - PEB 17-22, 1981".[12]

## سنوات الطباعة
| سلسلة الأوراق النقدية    | سنة       | رئيس الفلبين          | حاكم BSP            |
| ------------------------ | --------- | --------------------- | ------------------- |
| المسلسلات الانجليزية     | 1951–1953 | إلبيديو كويرينو       | ميغيل كوادرنو الأب  |
| المسلسلات الانجليزية     | 1953–1957 | رامون ماجسايساي       | ميغيل كوادرنو الأب  |
| المسلسلات الانجليزية     | 1957–1960 | كارلوس ب. جارسيا      | ميغيل كوادرنو الأب  |
| المسلسلات الانجليزية     | 1961      | كارلوس ب. جارسيا      | أندريس ف. كاستيلو   |
| المسلسلات الانجليزية     | 1961–1965 | ديوسدادو ب. ماكاباجال | أندريس ف. كاستيلو   |
| سلسلة أنج باجونج ليبونان | 1973–1981 | فرديناند إي. ماركوس   | جريجوريو س. ليكاروس |
| سلسلة أنج باجونج ليبونان | 1981–1984 | خايمي سي لايا         | جريجوريو س. ليكاروس |